# Örebro HK 2013/2014
Säsongen 2013/2014 spelade Örebro HK i SHL, klubben avslutade säsongen på elfte plats och missade slutspelet. Patrik Ross var klubbens huvudtränare i början av säsongen men avgick den 21 november 2013 när laget hade förlorat tolv matcher på raken. Ross ersattes tillfälligt med Roland Sätterman.  Den 25 november presenterades Kent Johansson som ny huvudtränare.

## Säsongen
Säsongen 2013/2014 inleddes för Örebro i Karlstad mot Färjestad BK den 14 september 2013. Matchen spelades i Löfbergs Arena, och den intilliggande arenan Kobbs Arena, hade abonnerats av Örebros supporterklubb för upplandning inför matchen. Totalt uppskattades att cirka 3000 Örebrofans fans i publiken i Löfbergs Arena. Matchen blev historisk för Örebro, då det var klubbens första match i högsta serienivån. Örebros förste historiske målskytt i SHL blev Robin Dahlström som utjämnade till 1–1. Matchen slutade 2–2, och gick till förlängning och avgjordes på straffar, där Johan Wiklander avgjorde till Örebro fördel, och vann matchen med 3–2. Örebro inledde säsongen bra men efter segern mot Brynäs IF den 10 oktober 2013 hamnade man i en formsvacka, genom att laget förlorade tolv matcher på raken. Vilket ledde till att Patrik Ross frivilligt och med omedelbar avgick som huvudtränare den 21 november, detta efter att laget förlorat med 7–1 mot AIK den 20 november. Inför bortamatchen mot Modo Hockey den 22 november 2013, tog Roland Sätterman tillfälligt över rollen som huvudtränare i Örebro. Matchen vann Örebro med 2–1, vilket blev klubbens första vinst på fulltid sedan 8 oktober 2013. Den 25 november presenterades Kent Johansson som ny tränare säsongen ut.
Den 2 december presenterades Marko Anttila som nyförvärv, som kom från ryska Metallurg Novokuznetsk. Den 29 december meddelades att Ben Walter lämnar Örebro för Jokerit i Finland. Bakgrunden till att Walter fick lämna klubben var att han inte bidragit till den utväxling poäng som klubben hade hoppats på. Den 9 januari 2014 blev Justin DiBenedetto klar för finländska Espoo Blues. DiBenedetto fick lämna truppen av samma skäl som Ben Walter.
Den 17 februari 2014 presenterades Brian Willsie som ny spelare i klubben, och kom närmst från finländska TPS Åbo. I samband med vinter OS 2014, gjorde SHL ett uppehåll mellan omgång 49 och 50. Under uppehållet var Örebro HK på träningsläger i Schweiz, där man spelade träningsmatcher mot Kloten Flyers och SC Bern. Mot Kloten Flyers vann man med 4–2, och mot SC Bern slutade matchen 2–2. När SHL startade igen efter OS den 27 februari, hade tre nya förvärv presenterats, utöver Brian Willsie, presenterats. Brett Sterling från HV71, Ville Viitaluoma och Jere Sallinen båda från finländska HPK.
I omgång 50 som spelade den 26 februari, mötte Örebro Frölunda HC, en match som man vann med 6–0. Där Ville Viitaluoma gjorde ett 3 mål och sitt första hattrick i sin första match för Örebro. Efter att Örebro förlorat mot Brynäs IF med 1–2 i omgång 52 den 1 mars, blev Örebro helt klara för Kvalserien till Svenska Hockeyligan 2014.
Kvalserien, vilken är den sista genom tiderna, inleddes den 17 mars. Där Örebro möte Rögle i Ängelholm och vann med 4–3. I omgång 8 så säkrade Örebro sin SHL-plats, genom vinst mot Djurgården på Hovet, med 4–2.

## Tabell
| Nr | Lag                 | S  | V  | ÖV | ÖF | F  | GM  | IM  | MS  | P   |
| -- | ------------------- | -- | -- | -- | -- | -- | --- | --- | --- | --- |
| 1  | Skellefteå AIK (RM) | 55 | 32 | 4  | 7  | 12 | 179 | 121 | +58 | 111 |
| 2  | Frölunda HC         | 55 | 29 | 4  | 7  | 15 | 153 | 123 | +30 | 102 |
| 3  | Växjö Lakers        | 55 | 23 | 7  | 11 | 14 | 156 | 130 | +26 | 94  |
| 4  | Brynäs IF           | 55 | 19 | 11 | 6  | 19 | 163 | 152 | +11 | 85  |
| 5  | Färjestad BK        | 55 | 21 | 7  | 8  | 19 | 143 | 134 | +9  | 85  |
| 6  | Luleå HF            | 55 | 22 | 6  | 6  | 21 | 136 | 115 | +21 | 84  |
| 7  | Leksands IF (U)     | 55 | 23 | 5  | 4  | 23 | 118 | 155 | −37 | 83  |
| 8  | Modo                | 55 | 18 | 10 | 7  | 20 | 131 | 132 | −1  | 81  |
| 9  | Linköpings HC       | 55 | 20 | 7  | 4  | 24 | 174 | 167 | +7  | 78  |
| 10 | HV71                | 55 | 17 | 9  | 2  | 27 | 146 | 182 | −36 | 71  |
| 11 | Örebro HK (U)       | 55 | 13 | 5  | 12 | 25 | 119 | 160 | −41 | 61  |
| 12 | AIK                 | 55 | 12 | 6  | 7  | 30 | 124 | 171 | −47 | 55  |

## Kvalserien
| Nr | Lag             | S  | V | ÖV | ÖF | F | GM | IM | MS  | P  |
| -- | --------------- | -- | - | -- | -- | - | -- | -- | --- | -- |
| 1  | Örebro HK       | 10 | 6 | 1  | 1  | 2 | 32 | 21 | +11 | 21 |
| 2  | Djurgårdens IF  | 10 | 5 | 1  | 0  | 4 | 31 | 26 | +5  | 17 |
| 3  | Rögle BK        | 10 | 4 | 2  | 1  | 3 | 32 | 29 | +3  | 17 |
| 4  | Malmö Redhawks  | 10 | 4 | 1  | 1  | 4 | 25 | 27 | −2  | 15 |
| 5  | AIK             | 10 | 3 | 0  | 2  | 5 | 21 | 23 | −2  | 11 |
| 6  | VIK Västerås HK | 10 | 2 | 1  | 1  | 6 | 19 | 34 | −15 | 9  |

## Truppen
Uppdaterad den 4 mars, 2014., 

| Nr | Nat      | Spelare                 | Pos | S/H | Ålder | Värvad | Födelseort                        |
| -- | -------- | ----------------------- | --- | --- | ----- | ------ | --------------------------------- |
| 12 | Sverige  | Johan Adolfsson         | F   | L   | 38    | 2009   | Örebro, Örebro län                |
| 47 | Finland  | Marko Anttila           | F   | L   | 39    | 2013   | Lembois, Birkaland, Finland       |
| 18 | Kanada   | Jared Aulin             | F   | R   | 42    | 2012   | Calgary, Alberta, Kanada          |
| 92 | Norge    | Robin Dahlström         | F   | L   | 37    | 2013   | Oslo, Østlandet, Norge            |
| 88 | Sverige  | Viktor Ekbom            | B   | L   | 35    | 2013   | Falköping, Västra Götalands län   |
| 11 | Sverige  | Thomas Enström          | F   | R   | 36    | 2010   | Örnsköldsvik, Västernorrlands län |
| 13 | Sverige  | Anders Eriksson         | F   | R   | 39    | 2012   | Floda, Västra Götalands län       |
| 2  | Sverige  | Robin Gartner           | B   | L   | 36    | 2012   | Nacka, Stockholms län             |
| 25 | Sverige  | Martin Johansson        | F   | L   | 37    | 2013   | Landskrona, Skåne län             |
| 1  | Sverige  | Johannes Jönsson        | M   | L   | 35    | 2013   | Kalmar, Kalmar län                |
| 10 | Sverige  | Jonas Karlsson          | F   | L   | 39    | 2007   | Kil, Värmlands län                |
| 27 | Sverige  | Emil Kåberg (A)         | F   | L   | 47    | 2011   | Viby, Örebro län                  |
| 30 | Sverige  | Henrik Lundberg         | M   | L   | 34    | 2012   | Göteborg, Västra Götalands län    |
| 15 | Sverige  | Henrik Löwdahl (C)      | F   | L   | 43    | 1999   | Örebro, Örebro län                |
| 57 | Sverige  | Johan Motin             | B   | R   | 35    | 2012   | Karlskoga, Örebro län             |
| 29 | Sverige  | Christoffer Norgren (A) | B   | L   | 50    | 2010   | Nordmaling, Västerbottens län     |
| 85 | Sverige  | Kalle Olsson            | F   | L   | 40    | 2012   | Munkedal, Västra Götalands län    |
| 5  | Sverige  | Robin Olsson            | B   | L   | 35    | 2010   | Luleå, Norrbottens län            |
| 3  | Sverige  | Bobbo Petersson         | B   | L   | 32    | 2013   | Karlskrona, Blekinge län          |
| 8  | Italien  | Nick Plastino           | B   | R   | 39    | 2013   | Sault Ste. Marie, Ontario, Kanada |
| 76 | Finland  | Jere Sallinen           | F   | L   | 34    | 2014   | Esbo, Nyland, Finland             |
| 35 | Sverige  | Tim Sandberg            | M   | L   | 34    | 2012   | Stockholm, Stockholms län         |
| 23 | Sverige  | Tomas Skogs             | B   | L   | 41    | 2013   | Mora, Dalarnas län                |
| 33 | Sverige  | Daniel Sondell          | B   | L   | 41    | 2013   | Umeå, Västerbottens län           |
| 21 | USA      | Brett Sterling          | F   | L   | 40    | 2014   | Los Angeles, Kalifornien          |
| 24 | Sverige  | Conny Strömberg         | F   | L   | 49    | 2013   | Örnsköldsvik, Västernorrlands län |
| 39 | Finland  | Ville Viitaluoma        | F   | L   | 44    | 2014   | Esbo, Nyland, Finland             |
| 28 | USA      | Tim Wallace             | F   | R   | 40    | 2013   | Anchorage, Alaska, USA            |
| 20 | Sverige  | Marcus Weinstock        | F   | L   | 41    | 2010   | Varberg, Hallands län             |
| 56 | Sverige  | Johan Wiklander         | F   | L   | 38    | 2010   | Hägersten, Stockholms län         |
| 42 | Kanada   | Brian Willsie           | F   | R   | 46    | 2014   | Belmont, Ontario, Kanada          |

## Transferfönstret 2013/2014
Uppdaterad 29 december 2013.
| In - Patrik Ross (Huvudtränare) från IF Troja-Ljungby - Håkan Åhlund (assisterande tränare) från IFK Kumla IK - Tina Thörner (mental tränare) - Robin Dahlstrøm (F) från IF Troja-Ljungby - Nick Plastino (D) från BIK Karlskoga - Justin DiBenedetto (C) från EC Salzburg - Viktor Ekbom (D) från EHC München - Daniel Sondell (D) från Rögle BK - Tomas Skogs (D) från Skellefteå AIK - Martin Johansson (F) från Brynäs IF - Bobbo Petersson (D) från Linköpings HC - Johannes Jönsson (G) från Nybro Vikings IF - Roland Sätterman (assisterande tränare) från Mora IK - Ben Walter (C) från Abbotsford Heat - Marko Anttila (F) från Metallurg Novokuznetsk - Kent Johansson (Huvudtränare) - Brian Willsie från TPS Åbo - Brett Sterling från HV71 - Ville Viitaluoma från HPK - Jere Sallinen från HPK | Ut - Thomas Mitell (D) till Västerås Hockey - Stefan Ridderwall (G) till IK Oskarshamn - Niklas Lihagen (C) till HC Vita Hästen - Patrick Yetman (F) - David Berg (D) till Lindlövens IF - Stefan Gråhns (C) till Åker/Strängnäs HC - Jens Skålberg (D) till Lørenskog IK - Dan Iliakis (D) till Södertälje SK - Patrik Ross (Huvudtränare) - Ben Walter (C) till Tappara - Justin DiBenedetto (C) till Espoo Blues |